# Khu liên hợp thể thao Shree Shiv Chhatrapati
Khu liên hợp thể thao Shri Shivchhatrapati (tiếng Anh: Shri Shivchhatrapati Sports Complex) là một khu liên hợp thể thao nằm ở Pune, Ấn Độ. Khu liên hợp nằm cách trung tâm thành phố Pune khoảng 15 km và cách Hinjawadi 5 km. Khu liên hợp này là địa điểm chính của Đại hội Thể thao Trẻ Khối Thịnh vượng chung 2008, và Đại hội Thể thao Trẻ Khelo Ấn Độ 2019. Khu liên hợp thể thao đã tổ chức các trận đấu của Cúp bóng đá nữ châu Á 2022.